# Eduard Clam-Gallas
Le comte Eduard Clam-Gallas est un général autrichien.

## Biographie
Fils ainé du comte Christian Christoph Clam-Gallas (de) (1771–1838), qui fut un grand mécène, Eduard s'engagea en 1823 dans l'armée, devint premier maître de cavalerie du Ier régiment de Cuirassier en 1831, puis  commandant (1835), colonel (1840) et général de brigade à Prague (1846).
En 1848, appelé en Italie sous les ordres du général Radetzky, il commandait une brigade qui s'illustra à Santa Lucia, Vicence et Custozza. Il fut décoré de l'Ordre militaire de Marie-Thérèse et promu maréchal de camp. En 1849, il reçut le commandement du corps d'armée de Transylvanie et fut vainqueur de Józef Bem. En 1850, il fut à la tête du Ier corps d'armée de Bohême, qui lors de la Campagne d'Italie (1859) prit part aux batailles de Magenta et Solférino. Ce corps d'armée fut l'un des premiers à être balayé par l'ennemi, mais cet échec n'eut pas de conséquences personnelles pour le général autrichien, qui fut promu général de cavalerie. En 1861 il était admis au Conseil aulique avant de devenir en 1865 précepteur impérial.
Au cours de la guerre austro-prussienne, il se vit infliger une défaite humiliante à Jičín, qui lui valut la comparution en cour martiale, mais il fut disculpé en raison de sa position sociale. Il passa ses dernières années retiré sur ses terres de Frýdlant et Reichenberg en royaume de Bohême.
Il avait épousé en 1850 Clothilde von Dietrichstein (1828–1899), héritière du prince Joseph-Franz von Dietrichstein (1798–1858) ; ils eurent un fils, le comte Franz Clam-Gallas. Par ce mariage, il était devenu le beau-frère d’Alexandre de Mensdorff-Pouilly, premier ministre de l'Empire et compagnon d'armes lors de la bataille de Magenta.